# Shirpur-Warwade
Shirpur-Warwade ist eine Stadt im indischen Bundesstaat Maharashtra. Die Stadt befindet sich Nahe der Grenze zu Madhya Pradesh und Gujarat.
Die Stadt ist Teil des Distrikts Dhule. Shirpur-Warwade hat den Status eines Municipal Council. Die Stadt ist in 27 Wards gegliedert. Sie hatte am Stichtag der Volkszählung 2011 76.905 Einwohner, von denen 40.235 Männer und 36.670 Frauen waren. Hindus bilden mit einem Anteil von über 78 % die Mehrheit der Bevölkerung in der Stadt. Die Alphabetisierungsrate lag 2011 bei 84,80 % und damit deutlich über dem nationalen Durchschnitt.